# Hemtagningskostnad
Hemtagningskostnad är ett företags kostnader för att hämta en viss vara eller få den levererad, till exempel frakt, spedition, tull och försäkring. När företag upprättar ekonomiska kalkyler brukar hemtagningskostnaden adderas med inköpspris för att få varukostnaden.